# Limendous
Limendous (okzitanisch: Limendós) ist eine französische Gemeinde mit 706 Einwohnern (Stand: 1. Januar 2022) im Département Pyrénées-Atlantiques in der Region Nouvelle-Aquitaine (vor 2016: Aquitanien). Sie gehört zum Arrondissement Pau und ist Teil des Kantons Vallées de l’Ousse et du Lagoin (bis 2015: Kanton Pontacq).

## Geografie
Limendous liegt etwa 15 Kilometer ostsüdöstlich von Pau am Fuß der Pyrenäen. Umgeben wird Limendous von den Nachbargemeinden Espéchède im Norden, Lourenties im Osten und Nordosten, Espoey im Südosten, Soumoulou im Süden, Nousty im Westen und Südwesten sowie Andoins im Nordwesten.
Durch die Gemeinde führt die Autoroute A64. 

## Bevölkerungsentwicklung
| 1962                      | 1968 | 1975 | 1982 | 1990 | 1999 | 2006 | 2013 |
| ------------------------- | ---- | ---- | ---- | ---- | ---- | ---- | ---- |
| 221                       | 235  | 277  | 320  | 340  | 381  | 416  | 596  |
| Quelle: Cassini und INSEE |      |      |      |      |      |      |      |

## Sehenswürdigkeiten
- Kirche Assomption-de-la-Bienheureuse-Vierge-Marie, Ende des 19. Jahrhunderts erbaut

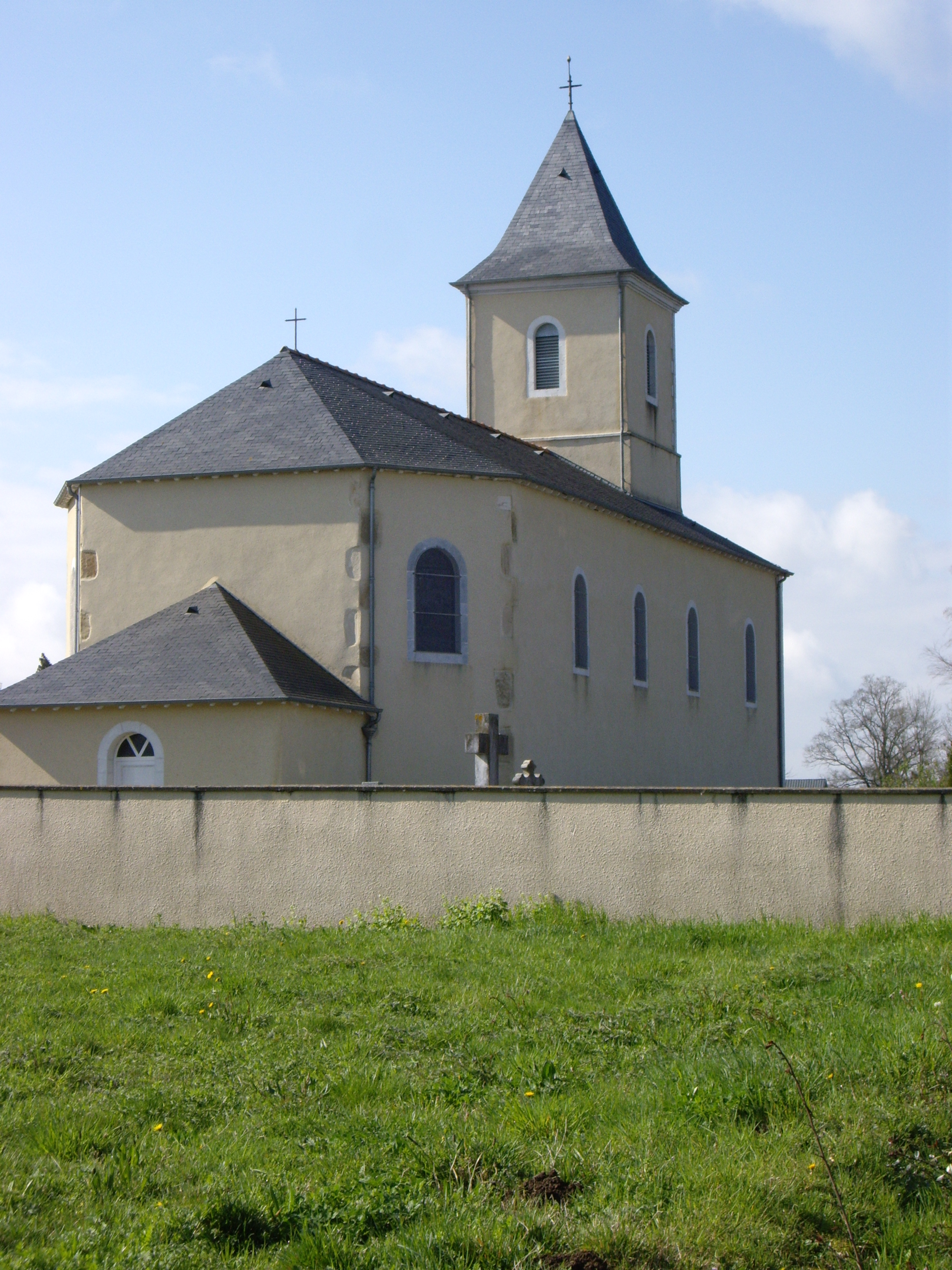
Kirche Assomption-de-la-Bienheureuse-Vierge-Marie